# Malvern (Iowa)
Malvern – miasto w Stanach Zjednoczonych, w stanie Iowa, w hrabstwie Mills. Zgodnie ze spisem statystycznym z 2000 roku, miasto liczyło 1 256 mieszkańców.